# Factory Records
Factory Records – niezależna wytwórnia muzyczna działająca latach 1978–1992 w Manchesterze w Anglii. Swoją działalność zapoczątkowała w 1978 roku z inicjatywy Tony'ego Wilsona.
Skupiała silną grupę artystów związanych głównie ze sceną new wave i cold wave. Wśród nich takie sławy jak Joy Division, New Order, Happy Mondays, OMD. Swoją nazwą nawiązywali bezpośrednio do The Factory - pracowni Andy'ego Warhola. Swoje powodzenie  wytwórnia zawdzięczała w dużym stopniu dbałością o oprawę graficzną swoich wydawnictw (zajmował się nią designer Peter Saville), oraz współpracą z Martinem Hannettem, jednym z najbardziej wpływowych producentów muzycznych lat 80.

## Historia
W styczniu 1978 Tony Wilson, prezenter telewizji Granada poznaje Alana Erasmusa, bezrobotnego aktora i menadżera muzycznego. Zafascynowani punkową "muzyczną rewolucją" postanawiają stworzyć miejsce w którym skupialiby lokalne zespoły. W maju tego samego roku organizują cykl koncertów w klubie "PSV/Russel Club", przemianowanym na ten czas na "The Factory". Na scenie Factory występują zespoły Durutti Column, Cabaret Voltaire i Joy Division. To właśnie ten ostatni stanie się w niedługim czasie powodem sukcesu artystycznego i komercyjnego przyszłej wytwórni. 
Za swoją siedzibę przybrali dom przy Palatine Road 86 w Didsbury na przedmieściach Manchesteru, należący do Alana Erasmusa i rozpoczynają, skromną jak na razie,  działalność wydawniczą. Pierwszym wydawnictwem była podwójna EP-ka "A Factory Sample" zawierająca utwory Durutti Column, Joy Division, Cabaret Voltaire i Johna Dovie, nagranie zostało sfinansowane przez Wilsona i  sprzedało się w 5000 egzemplarzy w ciągu 3 miesięcy. Skromny sukces zachęcił ekipę do wydania kolejnych nagrań. Były to debiutanckie single A Certain Ratio "All Night Party" i OMD "Electricity" oraz pierwszy w katalogu firmy LP - Joy Division "Unknown Pleasures".
W maju 1980 roku wokalista Joy Division Ian Curtis popełnia samobójstwo w przeddzień wylotu do USA, gdzie zespół miał odbyć swoją pierwszą trasę. W tych dramatycznych okolicznościach zespół zawiesza działalność a wytwórnia zostaje pozbawiona swojego spiritus movens. W czerwcu ukazuje się jeszcze singel "Love Will Tear Us Apart"
, który podbija listy przebojów w europie i USA, a w lipcu ostatnia płyta Joy Division "Closer"
W tym samym czasie powstają dwa zagraniczne oddziały Factory Records - w Brukseli jako Factory Benelux i Nowym Jorku jako Factory US
We wrześniu pozostali członkowie Joy Division postanawiają kontynuować działalność jako New Order. Po odbyciu zaległej trasy po Stanach Zjednoczonych do grupy dołącza Gillian Gilbert i w tym składzie nagrywają pierwszy singel pod nową nazwą - "Ceremony"
W 1981 Factory wraz z New Order postanawiają otworzyć klub w starej fabryce odzieżowej blisko centrum Manchesteru. Konsekwencją tej decyzji było zerwanie współpracy z Martinem Hannettem, który za pieniądze wydane na klub chciał zbudować studio nagrań. Hannett pozywa swoją dawną firmę do sądu domagając się uregulowania należności. Factory opuszcza również, z podobnych powodów, Peter Saville, który jednak współpracuje z firmą jako konsultant do 1992 roku.

Pomimo napotkanych trudności klub pod nazwą The Hacienda rozpoczyna działalność 21 Maja 1982.
Z rozpoczęciem działalności klubu, wytwórnia zaczyna interesować się muzyką dance. Pod ich szyldem wychodzą  albumy takich wykonawców jak Quando Quango czy 52nd Street. 
Hacienda, choć oblegana przez gości nie przynosiła założycielom zysków. Przyczyną takiego stanu rzeczy była rosnąca popularność ecstasy - bywalcy klubu bawili się napędzani narkotykami, więc nie kupowali alkoholu. W 1989 gość, Clare Leighton zmarła w klubie po przedawkowaniu ecstasy. Tak więc mimo sporej frekwencji właściciele dopłacali do klubu 10 000 funtów miesięcznie.
Rok 1983 to dla Factory ogromny sukces komercyjny singla New Order "Blue Monday". Płyta rozeszła się do dziś w ponad 3,5 milionach egzemplarzy, stając się najlepiej sprzedawanym 12-calowym singlem w historii. Z powodu zbyt dużej uwagi poświęconej na wypromowanie zespołu James nie udało się jednak nawiązać współpracy z The Smiths. 
W 1985 otwarta została Australijska filia Factory pod nazwą Factory Australasia. Na rynku ukazuje się debiut Happy Mondays - singel "Delightful"
Z powodu fatalnej kondycji finansowej i problemów z Haciendą (w klubie dochodzi do strzelaniny dilerów, z przedawkowania umiera jeden z gości) Factory Records ogłasza upadłość 23 listopada 1992 roku. Katalog wykonawców przejmuje London Records a klub po 5 letnich zmaganiach zostaje finalnie zamknięty w 1997

## Numery FAC
Wszystkie realizacje wytwórni miały przyporządkowane odpowiednie numery katalogowe. Jednak nie tylko wydawnictwa płytowe czy wideo były nim objęte. System katalogowania dotyczył również wydarzeń i budynków związanych z Factory. Pod numerem FAC 1 znajdował się plakat ogłaszający pierwszą imprezę organizowaną przez Factory, FAC 51 to klub Hacienda, FAC 191 oznaczał kota, który zamieszkał w tymże klubie a pod numerem FAC 253 - zakład między Robem Grettonem a Tonym Wilsonem. 
Katalog pozostał żywy nawet po upadku firmy - w 2002 roku numer FAC 401 otrzymał film 24 Hour Party People Micheala Wintebottoma opowiadający o Factory Records i ludziach z nią związanych
Ostatnimi, nowymi numerami FAC jest oznaczenie trumny Tony'ego Willsona, nagrobek Roba Grettona oraz album Uncle Dysfunktional zespołu Happy Mondays, które otrzymały numery kolejno 501, 511 i 500.